# Somjit Borthong
Somjit Borthong (สมจิตร บ่อทอง), noto anche con lo pseudonimo di Jit (จิต) (Yasothon, 21 gennaio 1964), è un cantante thailandese.

## Parziale discografia
- Kulab Daeng (กุหลาบแดง)[4][5][6]
- Kieaw Khao Koai Nang (เกี่ยวข้าวคอยนาง)
- Koy Nong Kuean Na (คอยน้องคืนนา)
- Kid Hod Ta Lord Wela (คิดฮอดตลอดเวลา)
- Mak Sao Sam Noei (มักสาวส่ำน้อย)
- Khong Fak Jak Khon Lai Jai (ของฝากจากคนหลายใจ)